# Trilophosauria
I trilofosauri (Trilophosauria) sono un piccolo gruppo di rettili estinti, fossili del Triassico superiore (circa 220 milioni di anni fa). I loro resti si rinvengono in Europa e in Nordamerica.

## "Varani" erbivori
Lunghi in media due - tre metri, questi animali possedevano una forma generale del corpo che ricorda quella degli attuali varani. Le zampe, poste ai lati del corpo, erano corte e robuste, mentre la coda era molto lunga. La caratteristica più notevole dei trilofosauri era però il cranio. Questo era di forma triangolare e molto sviluppato in altezza, estremamente compatto e dotato di un becco privo di denti nella parte anteriore. In quella posteriore, invece, erano presenti strani denti espansi in senso trasversale, dotati di aguzze superfici taglienti e adatti a triturare materiale vegetale. Il cranio, inoltre, era sprovvisto della classica finestra temporale presente di norma nei diapsidi, così come della finestra mascellare. Le orbite erano grandi e poste in alto nel cranio.

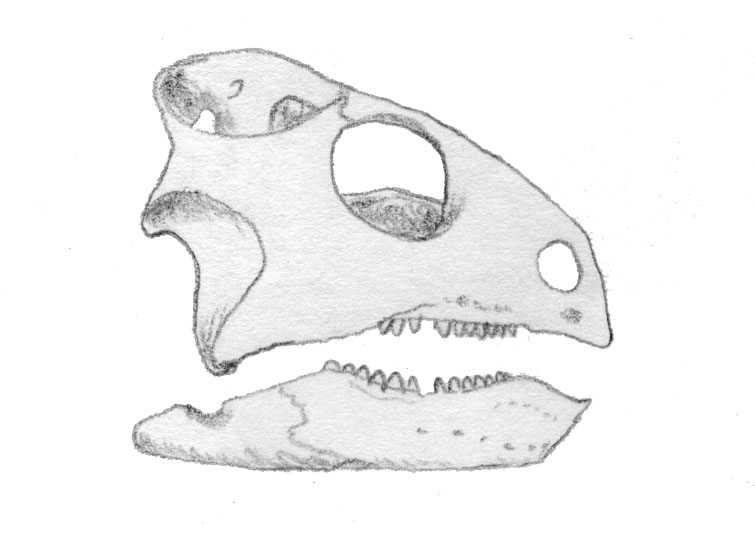
Ricostruzione del cranio di Trilophosaurus

## Ipotesi sullo stile di vita
Queste strane caratteristiche hanno portato i paleontologi a elaborare diverse ipotesi riguardanti il modo di vita dei trilofosauri. Probabilmente questi animali erano dotati di una possente muscolatura cranica, che permetteva ai trilofosauri di esercitare una pressione notevole sul cibo, anche se non potevano sminuzzarlo con movimenti laterali della mandibola. Forse i trilofosauri si cibavano di vegetazione particolarmente dura e ricca di silicio, che veniva tagliata dal potente becco e schiacciata dai denti posteriori.
Un'ipotesi alternativa vedrebbe i trilofosauri come dotati di un cranio costruito per sopportare forti stress improvvisi; il becco, in questo caso, avrebbe tagliato il cibo, che poi sarebbe stato triturato dai denti posteriori. Forse il cibo dei trilofosauri consisteva in duro materiale fibroso, o forse ricoperto da un forte strato esterno.

## Parentele e classificazione
Le strane caratteristiche del cranio (e la mancanza della finestra temporale più bassa) aveva portato in un primo tempo i paleontologi a classificare i trilofosauri come parenti primitivi dei plesiosauri e dei notosauri. Successivamente, altri studi li hanno avvicinati ai rincosauri, nell'ambito degli arcosauromorfi. Sono noti solo tre generi di trilofosauri: gli europei Variodens e Tricuspisaurus, e il nordamericano Trilophosaurus. Un altro genere dubbio, Anisodontosaurus, è conosciuto in strati del Triassico inferiore del Nordamerica. Altre forme enigmatiche attribuite ai trilofosauri (o strettamente imparentate) sono Spinosuchus e Teraterpeton.